# Aljas nyolcas
Az Aljas nyolcas (eredeti cím: The Hateful Eight) 2015-ben bemutatott amerikai westernfilm, melyet Quentin Tarantino írt és rendezett, valamint ő a narrátora is a nyolcadik filmjének. A szereplők Samuel L. Jackson, Kurt Russell, Jennifer Jason Leigh, Walton Goggins, Demián Bichir, Tim Roth, Michael Madsen és Bruce Dern. A film zenéjét Ennio Morricone szerezte, aki már több mint 40 éve szerzi a westernfilmek dallamát.
Az Amerikai Egyesült Államokban 2015. december 25-én mutatták be, Magyarországon 2016. január 7-én magyar szinkronnal, a Fórum Hungary forgalmazásában. A Metacritic oldalán a film értékelése 68% a 100-ból, ami 51 véleményen alapul. A Rotten Tomatoeson az Aljas nyolcas 74%-os minősítést kapott, 335 értékelés alapján.

## Szereplők
| Színész              | Szereplő                 | Magyar hang      |
| -------------------- | ------------------------ | ---------------- |
| Samuel L. Jackson    | Marquis Warren őrnagy    | Reviczky Gábor   |
| Kurt Russell         | John Ruth                | Gáspár Sándor    |
| Jennifer Jason Leigh | Daisy Domergue           | Murányi Tünde    |
| Tim Roth             | Oswaldo Mobray           | Csankó Zoltán    |
| Walton Goggins       | Chris Mannix             | Kaszás Gergő     |
| Michael Madsen       | Joe Gage                 | Schneider Zoltán |
| Demián Bichir        | Bob                      | Csuja Imre       |
| Bruce Dern           | Sandy Smithers tábornok  | Fodor Tamás      |
| Channing Tatum       | Jody Domigray            | Dévai Balázs     |
| James Parks          | O.B Jackson              | Scherer Péter    |
| Dana Gourrier        | Minnie Mink              | Pokorny Lia      |
| Zoë Bell             | Hatlovas Judy            | Bánfalvi Eszter  |
| Lee Horsley          | Ed                       | Borbiczki Ferenc |
| Gene Jones           | Sweet Dave               | Törköly Levente  |
| Keith Jefferson      | Charly                   | Nagypál Gábor    |
| Belinda Owino        | Gemma                    | Dobó Enikő       |
| Craig Stark          | Chester Charles Smithers | nem szólal meg   |
| Quentin Tarantino    | narrátor                 | Zsótér Sándor    |

## Bevételi adatok
A film gyártási költsége 44 millió dollár volt. Amerikában 2015. december 25-én, Magyarországon 2016. január 7-én került bemutatásra.
| Időszak              | észak-amerikai bevétel | észak-amerikai összbevétel |
| -------------------- | ---------------------- | -------------------------- |
| 2015. december 25-31 | $ 13 339 210           | $ 13 339 210               |
| 2016. január 1-7     | $ 21 783 610           | $ 35 122 820               |
| 2016. január 8-14    | $ 9 025 671            | $ 44 148 491               |

| Időszak           | magyarországi bevétel | magyarországi összbevétel |
| ----------------- | --------------------- | ------------------------- |
| 2016. január 7-10 | Ft 74 656 548         | Ft 74 656 548             |

## Fontosabb díjak, jelölések
- Oscar-díj (2016)
  - díj: legjobb filmzene - Ennio Morricone
  - jelölés: legjobb női mellékszereplő - Jennifer Jason Leigh
  - jelölés: legjobb operatőr - Robert Richardson
- Golden Globe-díj (2016)
  - díj: legjobb filmzene - Ennio Morricone
  - jelölés: legjobb női mellékszereplő - Jennifer Jason Leigh
  - jelölés: legjobb eredeti forgatókönyv - Quentin Tarantino
- BAFTA-díj (2016)
  - jelölés: legjobb női mellékszereplő - Jennifer Jason Leigh
  - jelölés: legjobb filmzene - Ennio Morricone
  - jelölés: legjobb eredeti forgatókönyv - Quentin Tarantino